# Mouchy-le-Châtel
Mouchy-le-Châtel és un municipi francès, situat al departament de l'Oise i a la regió dels Alts de França. L'any 2007 tenia 72 habitants.

## Demografia

### Població
El 2007 la població de fet de Mouchy-le-Châtel era de 72 persones. Hi havia 28 famílies de les quals 4 eren unipersonals (4 homes vivint sols), 16 parelles sense fills i 8 parelles amb fills.
La població ha evolucionat segons el següent gràfic:
Habitants censats

### Habitatges
El 2007 hi havia 36 habitatges, 28 eren l'habitatge principal de la família, 2 eren segones residències i 6 estaven desocupats. 30 eren cases i 6 eren apartaments. Dels 28 habitatges principals, 11 estaven ocupats pels seus propietaris, 12 estaven llogats i ocupats pels llogaters i 5 estaven cedits a títol gratuït; 2 tenien dues cambres, 6 en tenien tres, 9 en tenien quatre i 11 en tenien cinc o més. 22 habitatges disposaven pel capbaix d'una plaça de pàrquing. A 8 habitatges hi havia un automòbil i a 18 n'hi havia dos o més.

### Piràmide de població
La piràmide de població per edats i sexe el 2009 era:
| Homes | Edats   | Dones |
| ----- | ------- | ----- |
| 0     | 95 o +  | 0     |
| 0     | 90 a 94 | 0     |
| 0     | 85 a 89 | 0     |
| 0     | 80 a 84 | 0     |
| 0     | 75 a 79 | 4     |
| 0     | 70 a 74 | 0     |
| 0     | 65 a 69 | 0     |
| 0     | 60 a 64 | 0     |
| 0     | 55 a 59 | 0     |
| 0     | 50 a 54 | 0     |
| 0     | 45 a 49 | 0     |
| 8     | 40 a 44 | 4     |
| 4     | 35 a 39 | 4     |
| 8     | 30 a 34 | 4     |
| 8     | 25 a 29 | 8     |
| 0     | 20 a 24 | 0     |
| 0     | 15 a 19 | 4     |
| 8     | 10 a 14 | 4     |
| 4     | 5 a 9   | 8     |
| 0     | 0 a 4   | 4     |

## Economia
El 2007 la població en edat de treballar era de 54 persones, 46 eren actives i 8 eren inactives. De les 46 persones actives 42 estaven ocupades (22 homes i 20 dones) i 4 estaven aturades (3 homes i 1 dona). De les 8 persones inactives 1 estava jubilada, 4 estaven estudiant i 3 estaven classificades com a «altres inactius».

## Equipaments sanitaris i escolars
El 2009 hi havia una escola elemental integrada dins d'un grup escolar amb les comunes properes formant una escola dispersa.

## Poblacions més properes
El següent diagrama mostra les poblacions més properes.